# Aušros Vartai, porte de l'Aurore

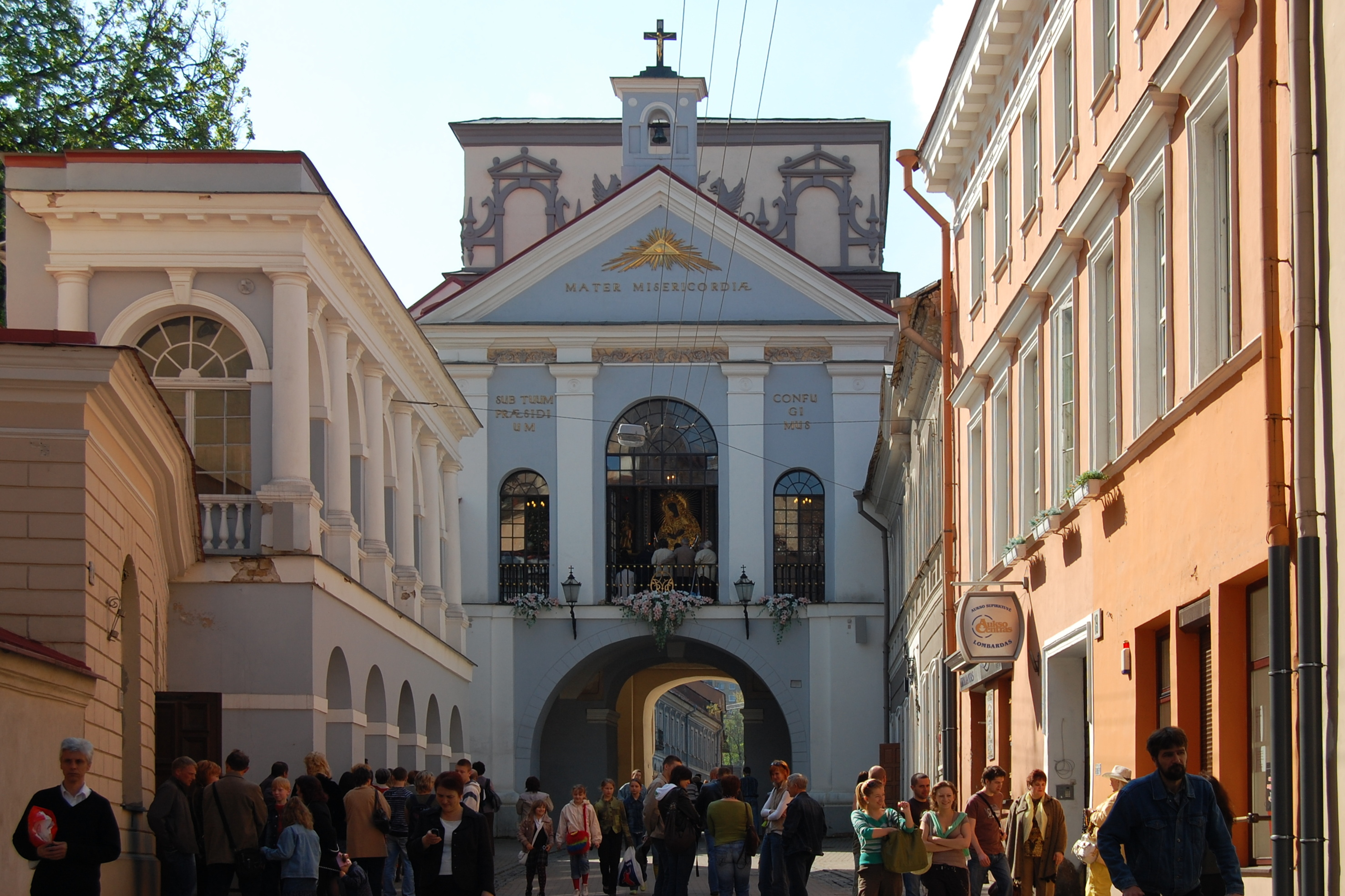

La Vierge de la Porte de l'Aurore de Vilnius, Aušros Vartai, en biélorusse : Вострая брама, et en polonais Ostra brama est un tableau situé à Vilnius.

## Histoire
Le tableau remonterait au XVe ou au XVIe siècle : il se trouvait au-dessus de la porte orientale des remparts de la ville de Vilnius, construite vers 1522 et qui protégeait la « ville aux neuf portes » : le roi Alexandre[réf. nécessaire] aurait posé la première pierre de cette porte dans le cadre de fortifications défensives pour la ville de Vilnius, la capitale du Grand-duché de Lituanie en 1498. En 1503, on décora cette porte d'une image de la Vierge. La porte s'appelait aussi alors « porte de Medininkai », ce qui était son nom d'origine ; les noms de  Porta Acialis, soit Ostra brama en polonais, ce qui signifie « porte acérée », sous lesquels elle est encore connue aujourd'hui, apparaissent pour la première fois en 1594. Puis on l'appela porte de l'Aurore, Aušros Vartai, peut-être en souvenir de l'expression latine Stella Matutina, Étoile du Matin.
L'insertion du tableau de la Vierge sous la voûte de la porte d'Ostra Brama serait un « acte d'allégeance et d'unité » et de foi de l'évêque Eustache Wowicz envers la capitale polonaise, Cracovie.
Le tableau aurait été peint en 1619 par un artiste local pour l'église du Corpus Christi, ou bien entre 1620 et 1630, d'après toile d'un peintre hollandais de la seconde moitié du XVIe siècle, Martin de Vos, d'après d'une gravure de Thomas de Leu de 1580. Il aurait été apporté par des chanoines de Saint-Jean-de-Latran, venus de Cracovie, en 1625.

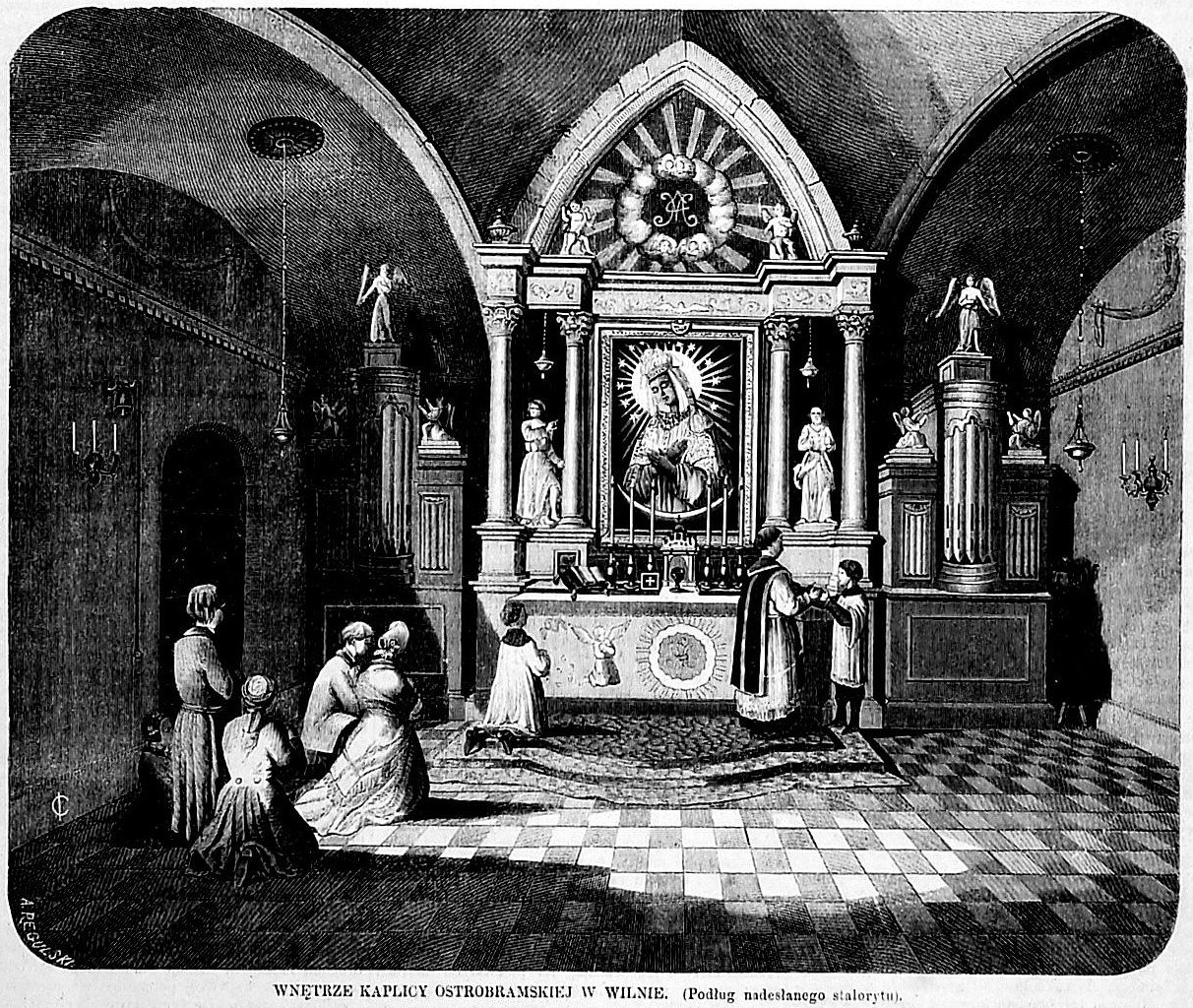
Intérieur de la Chapelle, 1854

Au XVIIe siècle le tableau fut transféré dans une chapelle dans un bois et revêtu d'argent. Il commença à effectuer de nombreux miracles. Les Moscovites ayant assailli la ville en 1655, le feu de l'incendie de Vilnius dura 17 jours mais épargna la peinture de la Vierge. Plusieurs autres incendies furent éteints comme par miracle, en 1706, en 1715, puis en 1812 — elle resta chaque fois sans dommage. Lorsqu'au XVIIe siècle les portes de la ville furent détruites, celle-ci subsista.
Pendant des siècles, elle a été l'un des symboles de la ville et l'objet de prières des habitants catholiques et orthodoxes. Des milliers d'ex-voto ornent les murs et les nombreux pèlerins de pays voisins pour prier en face de la peinture bien-aimée. Les messes sont dites dans les langues polonaise et lituanienne. Le 4 septembre 1993, le pape Jean-Paul II a récité le Rosaire à la porte de la chapelle de l'Aurore. L'Église célèbre un festival en l'honneur de la Vierge Marie la troisième semaine de novembre et cela revêt une grande importance dans l'Archidiocèse de Vilnius.
Une vingtaine d'églises lui sont dédiées dans le monde entier (la plus célèbre étant l'église Sainte Marie de Gdansk en Pologne), dont quinze en Lituanie, et une chapelle au Vatican depuis 1958.

## Galerie d'images

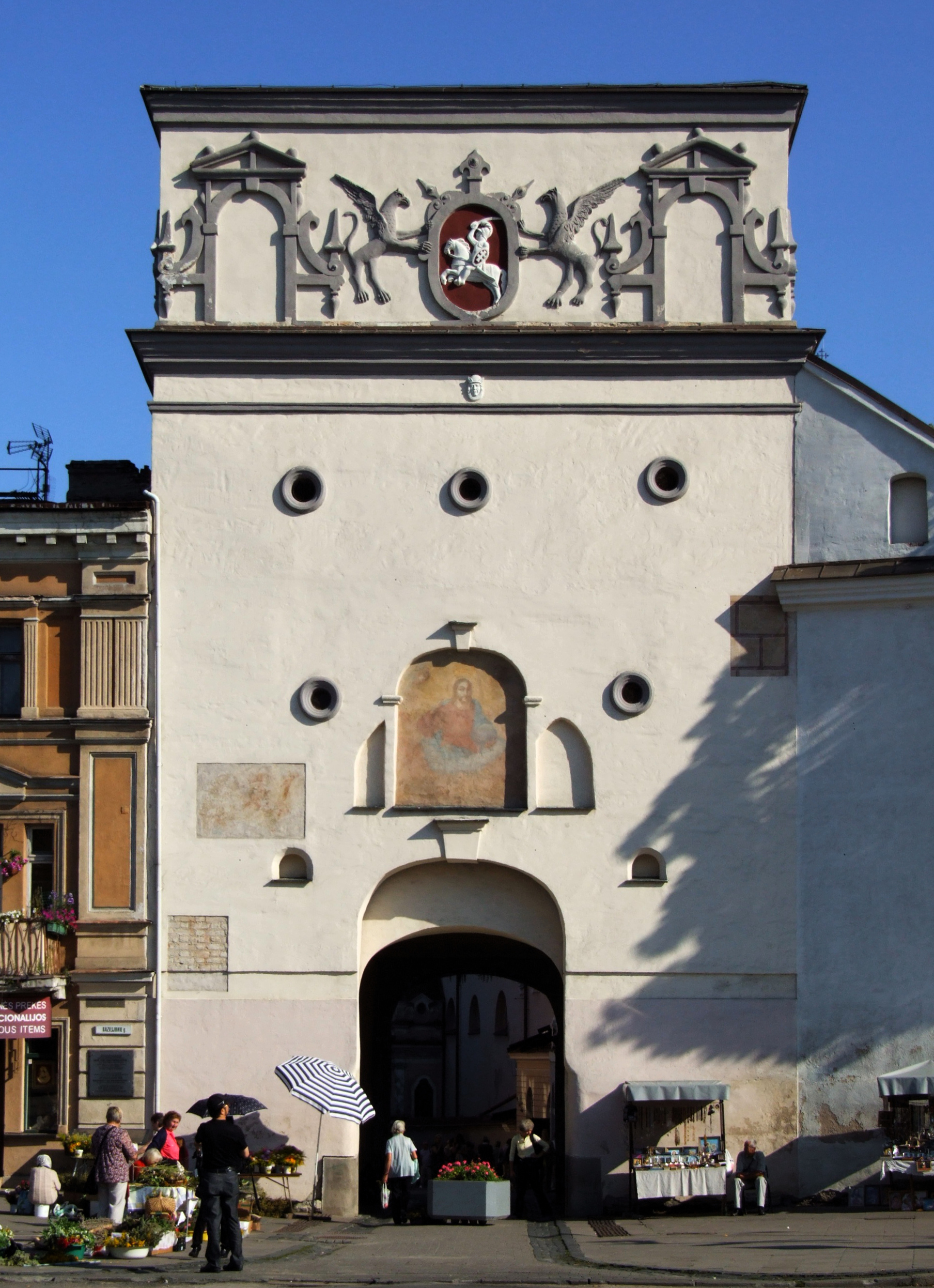
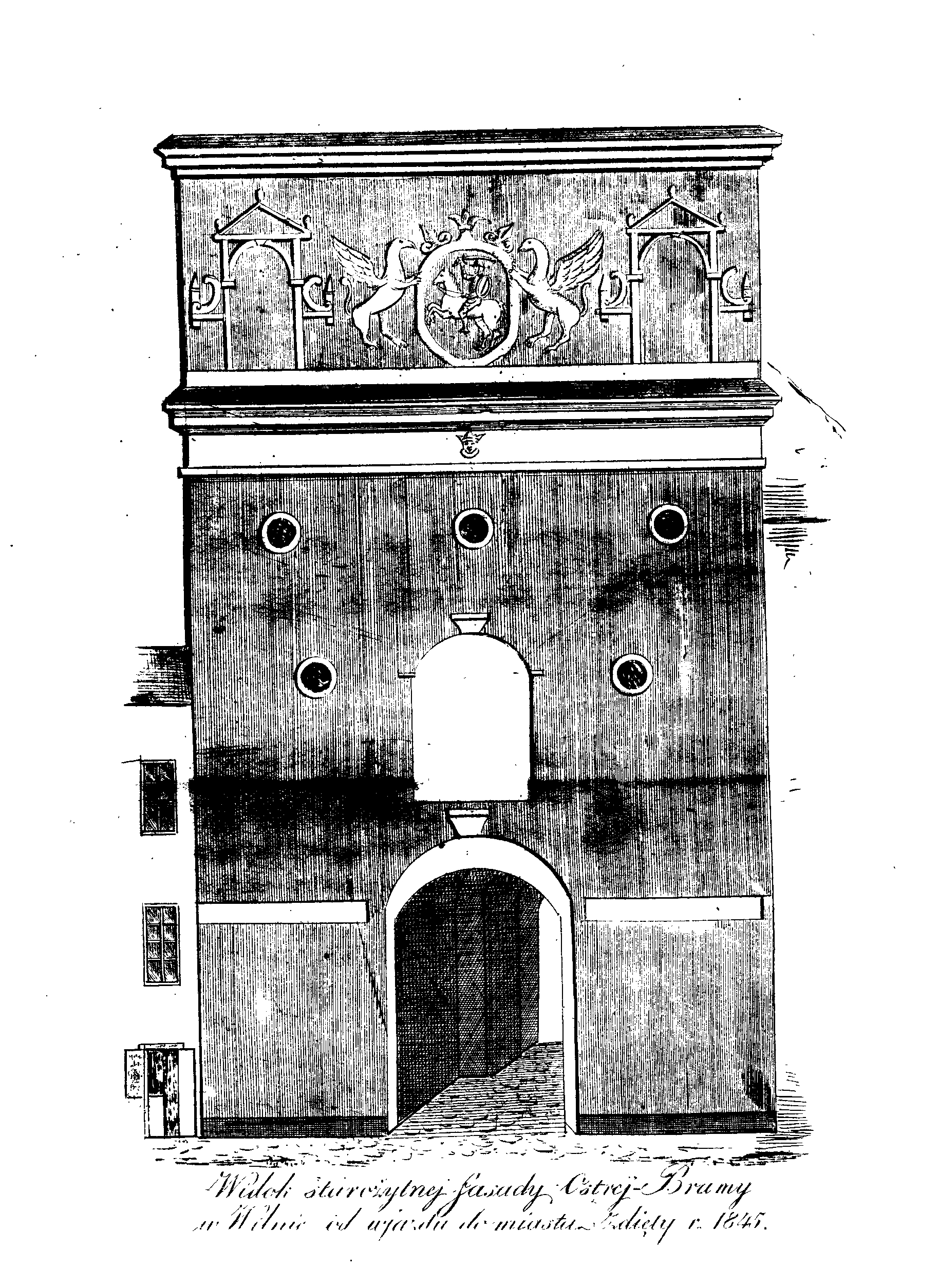
En 1845
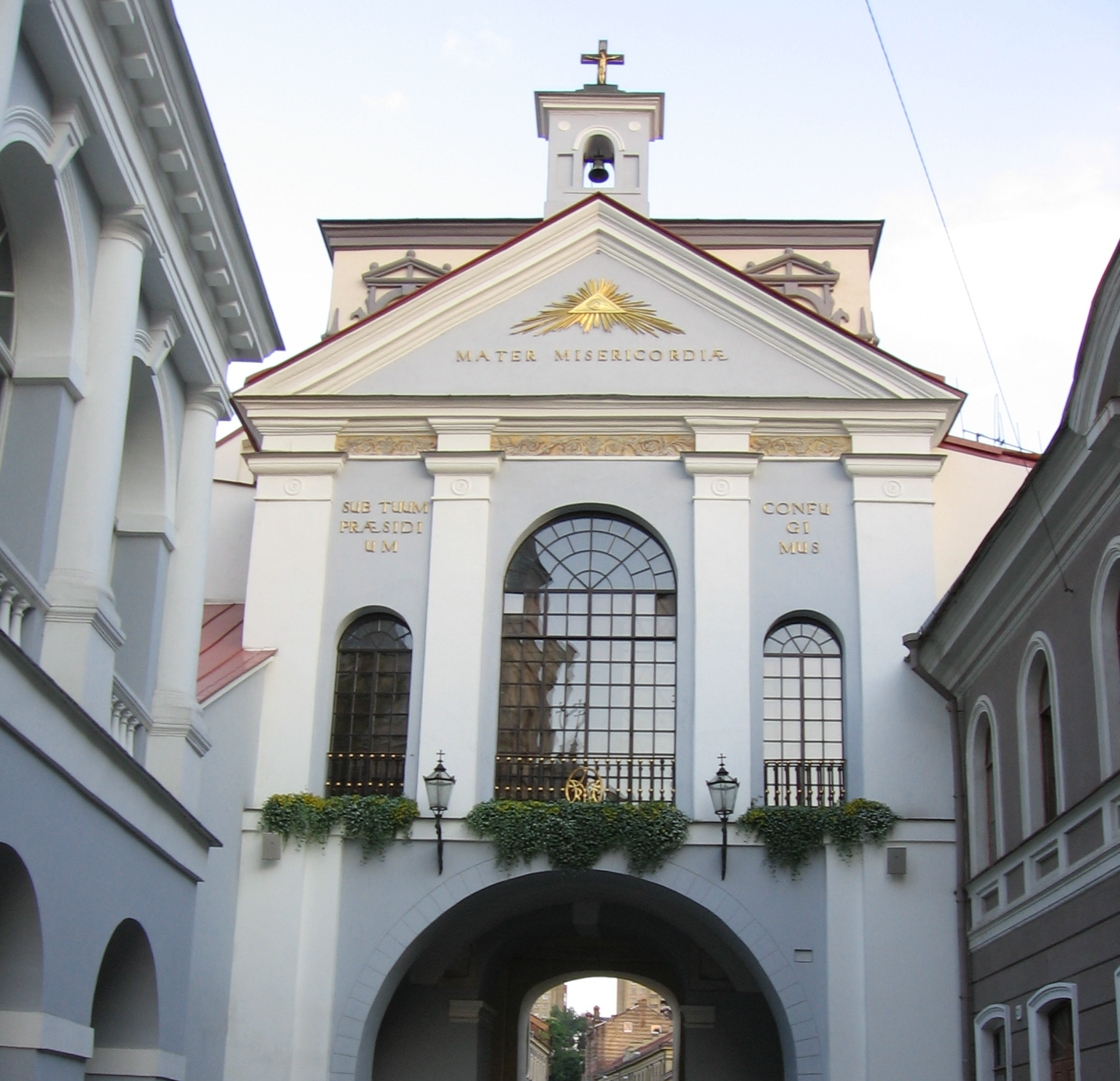
La chapelle en 2005
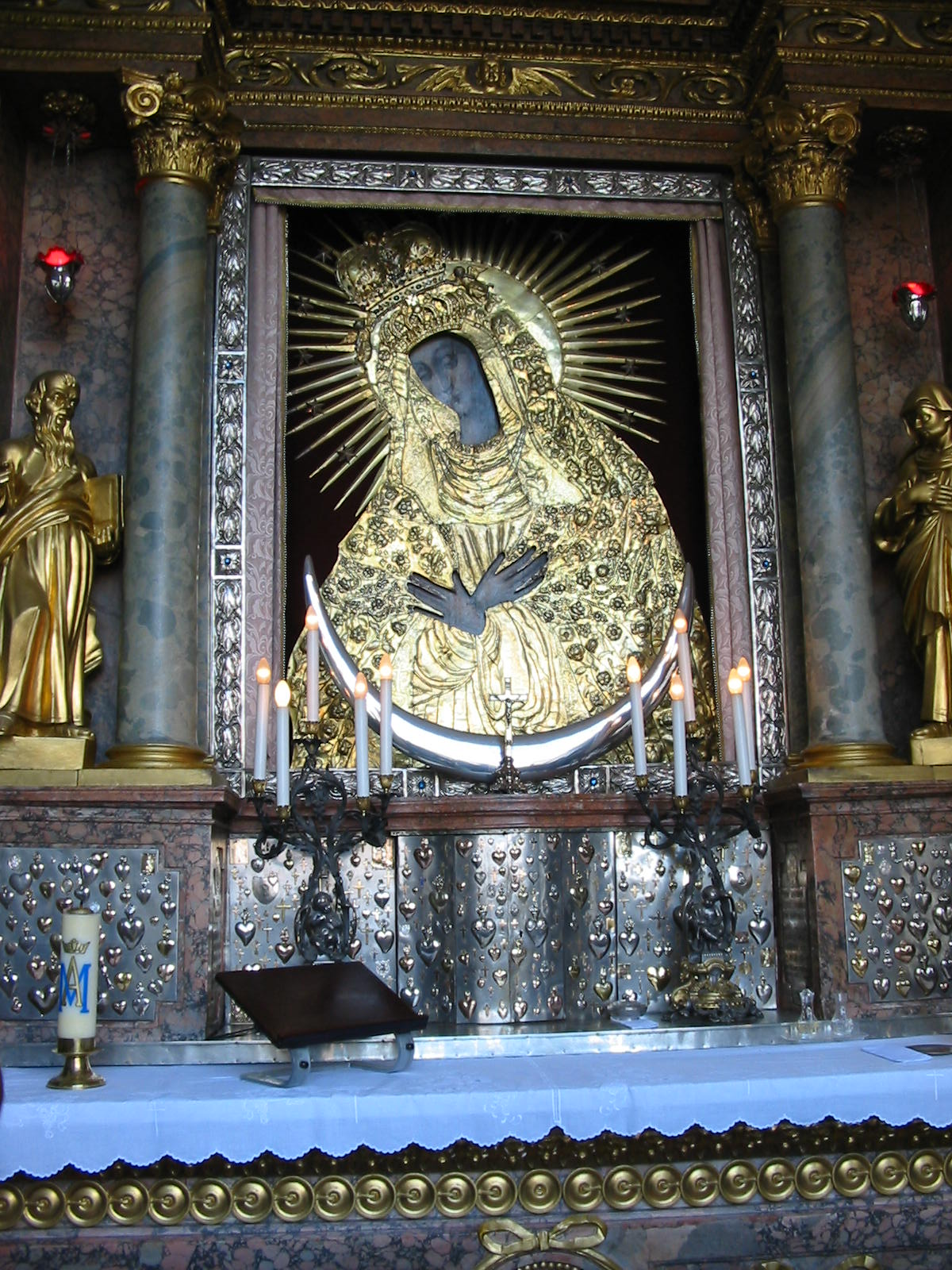
L'autel de la chapelle
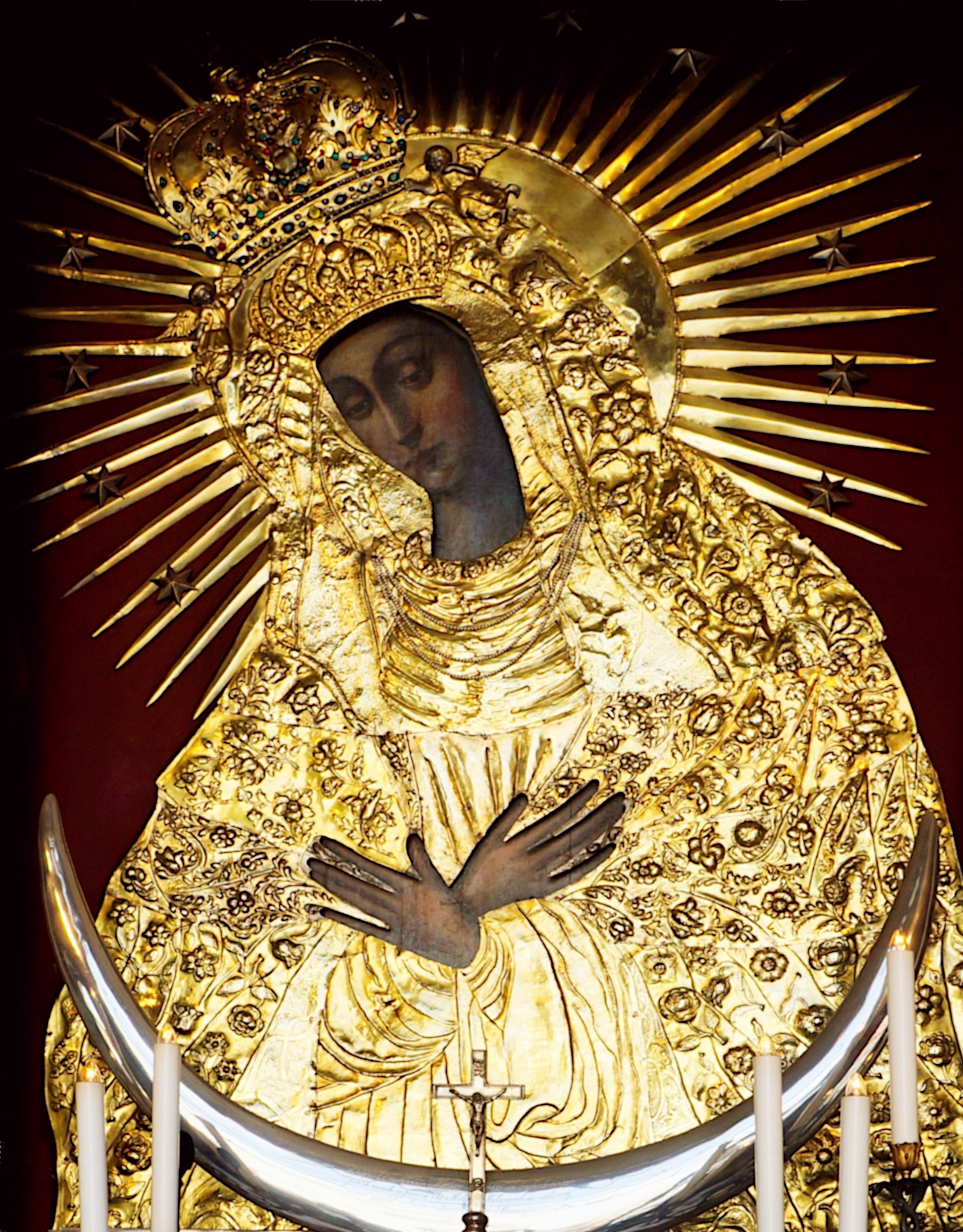
L'icone de Notre Dame